# Ganja (film, 2019)
Pour les articles homonymes, voir Ganja.
Pour plus de détails, voir Fiche technique et Distribution.
Ganja (sous-titré Les Fils du chanvre) est un film d’animation 3D sorti au Sénégal en 2019, réalisé par Amath Ndiaye et produit par Obelus Film & Animation Studio. Le film entièrement conçut en wolof sensibilise sur les méfaits de la drogue.

## Synopsis
Ndiogou un jeune accro au chanvre indien s’apprête à fumer son dernier joint. Pour se mettre dans l’ambiance il chante une vieille chanson de Bob Marley qui se trouve être la formule magique des Ganjas. Cette musique a toujours été le bouclier qui protège les Ganjas contre les fumeurs accros. Ndiogou se voit alors pris au piège, dans un procès qui décidera de sa sentence.

## Fiche technique
- Titre original :Ganja
- Réalisation : Amath Ndiaye
- Scénario : Amath Ndiaye
- Modélisation : Dieynaba Raky Dia
- Montage et mixage : Ibou Wane
- Décors : Mamadou Diop
- Animation : Amath Ndiaye
- Son et bruitage : Lamine Gning, Amadou Ba
- Société de production : Obelus Film & Animation Studio
- Pays d'origine :  Sénégal
- Langue originale : wolof
- Budget : 25 000 euros
- Format : couleurs - Full HD - son stéréo
- Durée : 10 minutes
- Dates de sortie :
  - Sénégal : 23 octobre 2019

## Distribution des voix[5]
- Eric Camara : Ganja
- Fernand Diallo : Ndigou
- Papa Sn Sy : l'enfant yamba
- Pape Alioune Boye : le sage yamba
- Bertha Dasylva : la femme yamba

## Distinctions
- Festival Image et vie 2019: Meilleur court métrage sénégalais[6].
- Sélection officielle au FESPACO 2021[7],[8].
- Africa International Film Festival 2021 : prix du meilleur film d’animation [9].
- Sélection officielle au Festival Vue d'Afrique de Montréal